# 大内山動物園

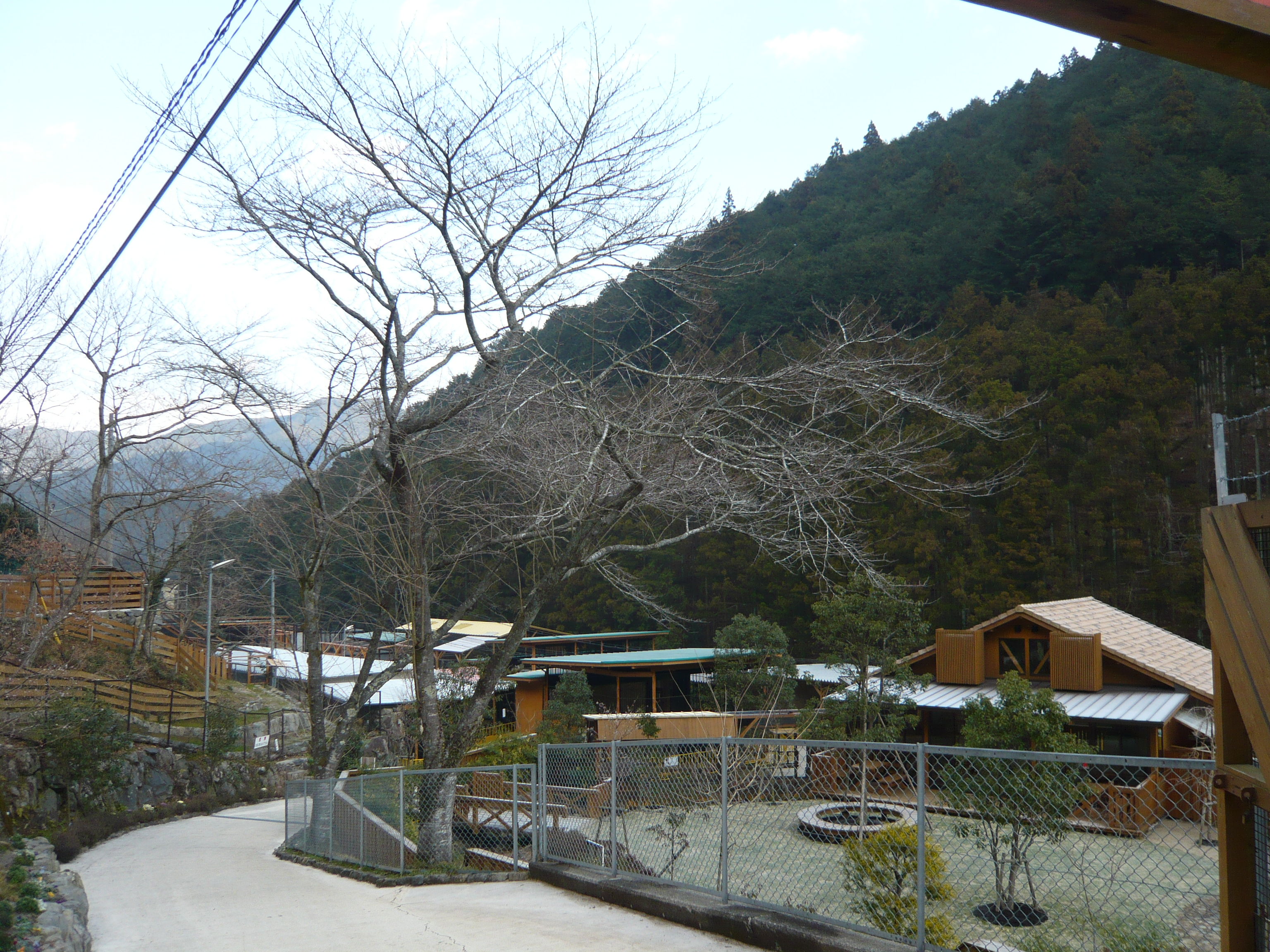
大内山動物園園内

大内山動物園（おおうちやまどうぶつえん）は、三重県度会郡大紀町大内山にある個人経営の動物園である。個人経営の動物園でありながら、ライオンやトラ等の猛獣を飼育している。これらの猛獣は1973年に前園長が飼育を開始した個体だが、現在は猛獣飼育の認可基準が厳しくなっており、個人経営の動物園で猛獣を飼育するのはほぼ不可能であるため、そういった意味で非常に稀有な存在と言える。
また、園内で飼育している約400頭の動物の半数は、野生で怪我を負ったり、動物園の閉園により行き場をなくすなどして保護された動物である。

## 沿革
1970年（昭和45年）に、前園長の脇正雄夫妻が10種類ほどの動物をそろえて「大内山脇動物園」として開園。以来、夫妻による経営が続けられたが経営難であったため、1993年（平成5年）時点では三重県多気郡多気町の五桂池ふるさと村が新たな目玉として建設していた「花と動物ふれあい広場」に統合することで合意していた。また、ふるさと村と多気町は脇夫妻を園長として迎え、多気町内に新居を準備するという条件を提示していた。しかし実際には統合されることなく、動物園は維持された。
2008年12月に脇正雄が死去し、動物園は閉園の危機に陥った。これを受けて脇の友人である会社経営者の山本清號が経営を引き継ぎ、私財を投げ打って荒廃した園内を整備。2009年2月7日の紀勢大内山IC（紀勢自動車道）開業に合わせて、大内山脇動物園から「大内山動物園」に改称、リニューアルした。

## 主な飼育動物
哺乳類
- ライオン
- ベンガルトラ
- ピューマ
- カラカル
- サーバルキャット
- ウマグマ (動物)
- ツキノワグマ
- アライグマ
- ホンドタヌキ
- ミーアキャット
- コツメカワウソ
- ゼニガタアザラシ
- ワオキツネザル
- コモンリスザル
- ボリビアリスザル
- フサオマキザル
- ノドジロオマキザル
- ナキガオオマキザル
- クロクモザル
- ジェフロイクモザル
- ニホンザル
- マントヒヒ
- チンパンジー
- プレーリードッグ
- ポニー
- ミニチュアホース
- ニホンイノシシ
- ニホンジカ
- ラマ
- ザーネン
- アフリカピグミーゴート
- ブタ

鳥類
- ダチョウ
- エミュー
- フンボルトペンギン
- ハリスホーク
- シロフクロウ
- シベリアワシミミズク
- ユーラシアワシミミズク
- キンケイ
- シチメンチョウ
- インドクジャク
- ツクシガモ
- コブハクチョウ
- バリケン
- ガチョウ
- ホオジロカンムリヅル
- アフリカハゲコウ
- シュバシコウ
- モモイロペリカン
- チリーフラミンゴ
- ライラックニシブッポウソウ
- アオバネワライカワセミ
- オオサイチョウ
- オニオオハシ
- ベニコンゴウインコ
- キバタン

その他
- クサガメ
- ニホンイシガメ
- ミシシッピアカミミガメ
- ケヅメリクガメ
- アルダブラゾウガメ
- コイ

## アクセス
- 紀勢自動車道・紀勢大内山ICより約5 km、車で約10分
- JR東海紀勢本線・大内山駅より徒歩で約30分